# Societat d'obreres cosidores
La Societat d'obreres cosidores, La Virtut Social, es va crear en el si del Centre Federal de Societats Obreres de Palma a principis de març de 1870. La seva presidenta va ser Josefa Sánchez i la seva vicesecretària va ser Francesca Palou. L'abril de 1870 comptava amb 56 afiliades i cap al mes de juny de 1870 ja eren 71 les modistes afiliades. La junta directiva estava formada per Josefa Sánchez, presidenta; Francesca Gayà, vicepresidenta; Bàrbara Gayà, tresorera; Maria Sánchez, comptadora; Francesca Desclaus, secretària; i Catalina Picó, vicesecretària. Com a vocals hi formaven part: Magdalena Mulet, Magdalena Alemany, Francesca Aguiló i Francesca Vidal i Tous.
Poc després, en motiu de la persecució política pels fets de la Comuna de París i els efectes de la febre groga, es desorganitzaren i no es tornaren reorganitzar fins al març de 1873, moment en què feren una vaga per demanar un augment del salari. En aquesta nova etapa tenien 60 obreres afiliades.
Entre 1870 i 1873 publicaren articles al setmanari anarquista El Obrero (1869-1870). En general es dedicaren a reivindicar el dret al treball i un salari com el dels seus companys que els permetés viure independentment dels seus pares o marits. Aleshores, lluitaven contra la doble opressió que patien les dones. Per una banda l'explotació del treball, de la mateixa manera que els seus companys; i, per l'altra, la submissió a la que estaven sotmeses pel simple fet de ser dones.
La Virtut Social va ser la primera organització exclusivament femenina a Mallorca i van participar activament de la política mallorquina. Un exemple és la manifestació contra les quintes organitzada pels republicans federals i els internacionalistes, de l'abril de 1870, on elles varen encapçalar la marxa. També varen tenir contactes amb altres organitzacions obreres femenines, que, com elles, estaven adherides a l'Associació Internacional de Treballadors. Així establiren contacte amb la madrilenya María Rodríguez Fernández del diari internacionalista La Solidaridad, que felicità a les mallorquines per la seva tasca o Elisa Huigon de La Federación de Barcelona, la qual va adreçar una carta a totes les que ella considerava capdavanteres de l'emancipació femenina: María Rodríguez de Madrid, Modesta Periu de Saragossa, Narcisa de Paz de Granada i Josefa Sáchez de Mallorca.